# (4333) Sinton
(4333) Sinton (1983 RO2) – planetoida z pasa głównego asteroid okrążająca Słońce w ciągu 3 lat i 126 dni w średniej odległości 2,24 j.a. Została odkryta 4 września 1983 roku.